# Guillemots
Guillemots er en indie-rockgruppe fra Storbritannien. Gruppen blev i 2004 nomineret til en Brit Award.
| Musikgruppe | Spire Denne artikel om en britisk musikgruppe er en spire som bør udbygges. Du er velkommen til at hjælpe Wikipedia ved at udvide den. |